# كريستوفر هورنر
كريستوفر هورنر (بالإنجليزية: Christopher Horner)‏ هو عالم إنسان ومخرج أمريكي، ولد في 1955 في لوس أنجلوس في الولايات المتحدة.

## وصلات خارجية
- كريستوفر هورنر على موقع IMDb (الإنجليزية)
- كريستوفر هورنر على موقع أول موفي (الإنجليزية)
- كريستوفر هورنر على موقع قاعدة بيانات الأفلام السويدية (السويدية)
- كريستوفر هورنر على موقع قاعدة بيانات الفيلم (الإنجليزية)